# Еволюційна біологія розвитку
Еволюційна біологія розвитку (англ. evolutionary developmental biology, evo-devo) — галузь біології, яка, порівнюючи онтогенез різних організмів, встановлює родинні зв'язки між ними і розкриває розвиток онтогенетичних процесів в ході еволюції. Вона розглядає походження і еволюцію ембріонального розвитку; як зміни в онтогенетичному розвитку призводять до виникнення нових ознак; роль фенотипової пластичності в еволюції; як екологія впливає на розвиток і еволюційні зміни; онтогенетичну основу гомоплазії та гомології.
Хоча інтерес до зв'язку між онтогенезом і філогенезом виник ще в XIX столітті, сучасна біологія розвитку отримала новий імпульс від відкриттів в області генетичного регулювання ембріонального розвитку в модельних організмах. Загальні гіпотези все ще потребують ретельної перевірки, оскільки організми дуже різні за своєю будовою.
Незважаючи на це, вже зараз концепція «evo-devo» дає зрозуміти, що подібно до того, як еволюція створює нові гени з частин старих, вона ж змінює процеси індивідуального розвитку, створюючи нові і навіть новаторські структури на основі старих генних мереж (подібно до того, як кісткова структура щелепи дала початок слуховим кісточках середнього вуха) або зберігаючи схожі програми розвитку в безлічі різних організмів (наприклад, генне регулювання розвитку ока подібне у молюсків, членистоногих і хребетних). Спочатку основний інтерес був прикутий до очевидної гомологічності клітинних і молекулярних механізмів, що регулюють план будови і розвиток органів. Хоча сучасніший підхід враховує перебудови розвитку, пов'язані з видоутворення.

## Основні принципи
Дарвінівська теорія еволюції заснована на трьох принципах: природний відбір, спадковість та мінливість. У той час, коли Дарвін створював свою теорію, уявлення про спадковість і мінливість були вельми туманні. Проте, в 1940-их роках біологи використовували менделівські принципи генетики для пояснення еволюційного процесу, результатом чого став « сучасний синтез». Але тільки в 1980-90-их роках, після того, як був накопичений і детально вивчений масив порівняльних даних про молекулярні послідовності різних видів організмів, виникло розуміння молекулярної основи механізмів індивідуального розвитку.
В даний час твердо встановлено, як відбуваються мутації. Тим не менш, механізми розвитку з'ясовані недостатньо, щоб пояснити, які види фенотипової мінливості можуть виникати в кожному поколінні з мінливості на генетичному рівні. Еволюційна біологія розвитку вивчає, як динаміка розвитку визначає фенотипову мінливість, яка виникає на основі генетичної мінливості, а також, як вона впливає на еволюцію фенотипа. У той же час еволюційна біологія розвитку вивчає також еволюцію індивідуального розвитку.
Таким чином, витоки еволюційної біології розвитку беруть початок як у вдосконаленні методів молекулярної біології стосовно біології розвитку, так і з визнання обмеженості класичного неодарвінізма стосовно еволюції фенотипу. Деякі дослідники бачать в концепції «evo-devo» розширення «сучасного синтезу» шляхом включення до неї даних, отриманих молекулярною генетикою та біологією розвитку. Інші, спираючись на виявлені розбіжності між генотипом і фенотипом, а також на епігенетичних механізмах розвитку, кидають відкритий виклик синтетичній теорії еволюції.
Еволюційна біологія розвитку поки ще не стала єдиною дисципліною, але вона суттєво відрізняється від попередніх напрямків еволюційної теорії своєю зосередженістю на деяких ключових ідеях. Одна з них — модульність в організації рослин та тварин, які складаються з онтогенетично і анатомічно окремих частин. Часто такі частини повторюються кілька разів в одному організмі, як, наприклад, пальці, ребра і сегменти тіла. «Evo-devo» шукає генетичні та еволюційні основи поділу ембріона на окремі модулі, а також частково незалежного розвитку таких модулів.
Інша центральна ідея полягає в тому, що деякі продукти експресії генів функціонують як перемикачі, тоді як інші діють як переносники сигналу. Гени кодують структуру білків, деякі з яких виконують структурну функцію в клітинах, а інші, такі як ензими, регулюють різні шляхи біохімічних перетворень в організмі. Більшість біологів, які дотримуються принципів синтетичної теорії, бачать в організмі безпосереднє відображення його генетичної складової. А зміна існуючих, або еволюція нових, біохімічних шляхів (і, кінець кінцем, виникнення нових видів організмів) ґрунтується на певних генетичних мутаціях. Але в 1961 році Жак Моно, Жан-П'єр Шанже (Jean-Pierre Changeux) і Франсуа Жакоб відкрили у бактерій кишкової палички ген, який функціонує тільки будучи «включеним» певним стимулом з довкілля. Пізніше, вчені відкрили специфічні гени у тварин, включаючи підгрупу генів, що містять послідовність гомеобокси, так звані Hox-гени, які діють як перемикачі інших генів, і можуть бути індуковані іншими генетичними продуктами, морфогенами, які діють аналогічно зовнішнім стимулам в разі бактерій. Ці відкриття прикували увагу біологів до того факту, що гени вибірково включаються і вимикаються, а не перебувають у постійній активності, і що абсолютно різні організми (наприклад, дрозофіла та людина) можуть використовувати схожі гени в ембріогенезі.
Точно так само, морфологія організму може перебувати під впливом мутацій, що відбуваються в промоторних ділянках генів, в ДНК-послідовностях, з якими продукти деяких генів зв'язуються і контролюють активність тих чи інших генів. Це передбачає, що ключова відмінність між різними видами (навіть різними рядами і типами) може бути зумовленою в меншій мірі складом їх генетичних продуктів, ніж просторовими і тимчасовими відмінностями експресії їхніх постійних генів. Мається на увазі, що великі еволюційні зміни в морфології пов'язані радше із змінами в генній регуляції, ніж з еволюцією нових генів, можливо, що Hox-гени та інші «перемикачі» можуть відігравати важливу роль в еволюції, що суперечить синтетичній теорії еволюції.
Ще один напрям «evo-devo» — пластичність онтогенеза, яка є основою того факту, що фенотип організму не повністю визначається його генотипом. Якщо формування фенотипів зумовлено і залежить від зовнішніх або середовищних впливів, еволюція може протікати по шляху «первинного фенотипа» з генетичними змінами, які швидше йдуть, ніж ініциюють, появу морфологічних та інших фенотипових нововведень. Аргументи на користь цього наведені Мері Джейн Вест-Еберхард (Mary Jane West-Eberhard) в її книзі 2003 року «Developmental plasticity and evolution».

### Російською мовою
- Рэфф Р., Кофмен Т. Эмбрионы, гены и эволюция / Пер. с англ.  [Архівовано 24 березня 2012 у Wayback Machine.] — М.: Мир, 1986. — 404 с.

### Англійською мовою
- Buss L.W. The Evolution of Individuality. — Princeton University Press, 1987.
- Carroll Sean B. Endless Forms Most Beautiful: The New Science of Evo Devo and the Making of the Animal Kingdom. — Norton, 2005.
- Goodwin B. How the Leopard Changed its Spots | publisher = Phoenix Giants, 1994.
- Keywords and Concepts in Evolutionary Developmental Biology // Eds., B.K. Hall & W.M. Olsen. — New Delhi, India: Discovery Publishing House, 2007.
- Kirschner M., Gerhart J. The Plausibility of Life: Resolving Darwin's Dilemma. — Yale University Press, 2005.
- From Embryology to Evo-Devo: A History of Developmental Evolution / Eds. Laubichler M. D., Maienschein J. — The MIT Press, 2007.
- Minelli A. The Development of Animal Form: Ontogeny, Morphology, and Evolution. — Cambridge University Press, 2003.
- Orr H.A. [ https://archive.today/20130104030414/www.newyorker.com/critics/books/articles/051024crbo_books1] Turned on: A revolution in the field of evolution? // The New Yorker, 2005.
- Raff R.A. The Shape of Life: Genes, Development, and the Evolution of Animal Form. — The University of Chicago Press, 1996.
- Sommer, R. J. The future of evo-devo: model systems and evolutionary theory // Nature Reviews Genetics. — 2009. — Vol. 10, iss. 6. — P. 416—422.

## Інтернет-ресурси
- Scott F. Gilbert. The morphogenesis of evolutionary developmental biology [Архівовано 24 грудня 2009 у Wayback Machine.]
- Tardigrades (water bears) as evo-devo models a short video from NPR's Science Friday [Архівовано 11 січня 2012 у Wayback Machine.]
- Блог — підручник з Evo-devo,  [Архівовано 25 листопада 2016 у Wayback Machine.]